# متلی (سرزمین آلتای)
متلی (به لاتین: Meteli) یک منطقهٔ مسکونی در روسیه است که در سرزمین آلتای واقع شده‌است.